# Synagoga w Gostyninie
Synagoga w Gostyninie – nieistniejąca obecnie, synagoga znajdująca się w Gostyninie, przy dawnej ulicy Olszowej (obecnie Kardynała Wyszyńskiego).
Synagoga została zbudowana w latach 1899–1900, na miejscu starej drewnianej. Był to budynek murowany. W 1939 uległa zniszczeniu przez nazistów. Po wojnie budynku synagogi nie odbudowano.